# Comte de Bath

Blason de la famille Bourchier.

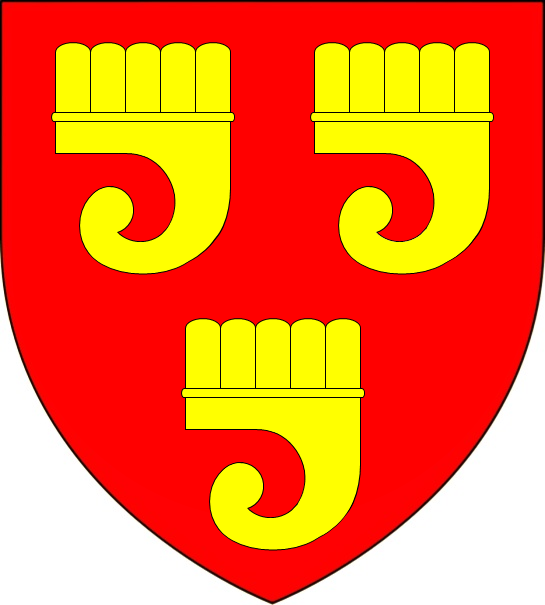
Blason de la famille Granville.

Comte de Bath est un titre de noblesse créé à cinq reprises dans les pairies d'Angleterre, puis de Grande-Bretagne et enfin du Royaume-Uni. Il est éteint depuis 1808.

## Liste des comtes de Bath

### Première création (1486)
- 1486-1??? : Philibert de Chandée

### Deuxième création (1536)
- 1536-1539 : John Bourchier (1470-1539)
- 1539-1561 : John Bourchier (1499-1561), fils du précédent
- 1561-1623 : William Bourchier (av. 1557-1623), petit-fils du précédent
- 1623-1636 : Edward Bourchier (1590-1636), fils du précédent
- 1636-1654 : Henry Bourchier (en) (1593-1654), petit-fils du deuxième comte

### Troisième création (1661)
- 1661-1701 : John Granville (1628-1701)
- 1701-1701 : Charles Granville (1661-1701), fils du précédent
- 1701-1711 : William Granville (en) (1661-1701), fils du précédent

### Quatrième création (1742)
- 1742-1764 : William Pulteney (1684-1754)

### Cinquième création (1803)
- 1803-1808 : Laura Pulteney (en)